# Ishania tarask
Ishania tarask är en spindelart som beskrevs av Rudy Jocqué och Léon Baert 2002. Ishania tarask ingår i släktet Ishania och familjen Zodariidae. Inga underarter finns listade i Catalogue of Life.